# Karel Raušal
Karel Raušal (16. června 1906, Třebíč – 19. března 1983, Brno) byl český astrofotograf, astronom, právník a učitel hudby. Byl čestným členem České astronomické společnosti. Je po něm pojmenována planetka (29674) Raušal. V Brně na Kraví hoře v kopuli Hvězdárny a planetária Brno byla v roce 2012 odhalena pamětní deska zakladatelům brněnské hvězdárny, je na ní uvedeno i jméno Karla Raušala.

## Biografie
Karel Raušal vystudoval finanční právo, nicméně po převratu byl v roce 1948 propuštěn a následně až do důchodu působil v Ořechově jako učitel hudby. Dlouhodobě se věnoval astronomii a astrofotografii, kdy v roce 1959 byl jedním ze zakládajících členů brněnské pobočky Československé astronomické společnosti. Byl také členem spolku pro výstavbu brněnské hvězdárny. Spolu s dalšími nadšenci se zasloužil o vybudování první hvězdárny v Brně. 